# ساغرادا فاميليا (منطقة)
ساغرادا فاميليا (بالإسبانية Sagrada Familia) هو أحد أحياء مدينة برشلونة، مساحته حوالي ألف كيلو متر مربع، ويسكنه نحو 52 ألف نسمة. بحسب إحصاء يونيو 2010.
اكتسب الحي اسمه من المبنى الشهير لكنيسة ساغرادا فاميليا، للمعماري أنطونيو غاودي.

## تاريخ الحي
يرجع تاريخ الحي إلى منتصف القرن التاسع عشر، وقتها كان حيا مكونا من مجموعة من الأراضي الزراعية على حدود حي سانت مارتي، باستثناء وجود بعض بيوت المزارع المعزولة، كانت الأراضي غير مأهولة حتى الستينات. بدأ الحي في التطور بعد أن كان لا يضم أكثر من بيوت الأكواخ والشاليهات، والتي تركزت في ما يسمى الآن في شوارع مارينا وممر سان خوان. كان يعرف الحي باسم إلبوبليت (El Poblet بالإسبانية)، وهو الاسم الذي فقده خلال القرن العشرين لصالح العائلة المقدسة، في إشارة إلى كنيسة ساغرادا فاميليا، الذي بدأ تشييدها في عام 1882، ولا زالت تحت الإنشاء حتى الآن.